# Казин, Николай Глебович
Николай Глебович Казин (27 ноября 1787 — 19 марта 1864) — русский морской деятель, командир Гвардейского флотского экипажа (1835—1847), директор Морского кадетского корпуса (1848—1851), адмирал (1856), член Адмиралтейств-совета (1851—1864).

## Биография
В 1798 году был зачислен в Морской кадетский корпус, где в 1802 году был произведен в чин гардемарина.
В 1805 году окончил Морской кадетский корпус с производством в чин мичмана и назначением командиром плавучей батареи.
Во время русско-турецкой войны 1806—1812 годов ходил в Средиземном море, участвуя во взятии крепости Тенедос, в Дарданелльском и Афонском сражениях, за что был награждён орденом Святой Анны 3-й степени. После возвращения на родину на британских судах, был произведён в 1811 году «за отличие в прошедшей кампании» в чин лейтенанта.
Во время Отечественной войны 1812 года служил на фрегате «Архипелаг», охранявшем подступы к Кронштадту и Свеаборгу.
В 1814 году «за отличие» был причислен к Гвардейскому флотскому экипажу, вместе с которым в следующем году совершил поход из Санкт-Петербурга до Вильно и обратно. В 1815—1816 годах командуя придворным гвардейским галетом «Паллада» плавал в Балтийском море, а в 1819 году командуя бригом «Олимп» совершил плавание из Кронштадта к берегам Англии, доставив дипломатическую почту. В 1821 году произведён в чин капитан-лейтенанта, в 1823 году был награждён орденом Святого Владимира 4-й степени, а в следующем году — орденом Святой Анны 2-й степени.
C 1826 года до 5 (17) июня 1827 года служил командиром 74-пушечного линейного корабля «Царь Константин», на котором в составе гвардейского экипажа контр-адмирала Ф. Ф. Беллинсгаузена совершил заграничное плавание с Средиземное море, во время которого заходил в Тулон и на Сардинию. По итогам плавания был награждён алмазными знаками к ордену Святой Анны 2-й степени.
Во время русско-турецкой войны 1828—1829 годов в составе гвардейского экипажа отличился при взятии Варны, за что был произведён в чин капитана 2-го ранга. В 1829 году командуя 110-пушечным кораблём «Париж» участвовал во взятии Мессевмрии, Инады и в блокаде Мидии. В 1830 году вернулся по суше в Санкт-Петербург, где был произведён за отличия в чин капитана 1-го ранга и «за беспорочную выслугу восемнадцати шестимесячных морских кампаний» 18 декабря награждён орденом Святого Георгия 4-й степени.
В 1831 году был награждён орденом Святого Станислава 3-й степени, а в 1835 году — орденом Святого Владимира 3-й степени и назначен командиром гвардейского флотского экипажа с производством в следующем году в чин контр-адмирала. В 1840 году награждён орденом Святого Станислава 1-й степени, а в 1842 году — орденом Святой Анны 1-й степени.
В 1847 году назначен членом морского генерал-аудиториата с производством 26 ноября в чин вице-адмирала, а в 17 ноября следующего года был назначен директором Морского кадетского корпуса.
В 1851 году назначен членом Адмиралтейств-совета с увольнением от должности директора корпуса, а 26 августа 1856 года произведён в чин адмирала.

## Награды
- Орден Святой Анны 4-й степени (11.09.1807)
- Орден Святого Владимира 4-й степени (07.02.1823)
- Орден Святой Анны 2-й степени (12.12.1824)
- Алмазные знаки к ордену Святой Анны 2-й степени (08.08.1827)
- Орден Святого Георгия 4-й степени (18.12.1830)
- Орден Святого Станислава 2-й степени (18.10.1831)
- Орден Святого Владимира 3-й степени (09.01.1835)
- Орден Святого Станислава 1-й степени (06.12.1840)
- Орден Святой Анны 1-й степени (06.12.1842)
- Императорская корона к ордену Святой Анны 1-й степени (05.12.1844)
- Орден Святого Владимира 2-й степени (26.12.1846)